# Метацинабарит
Метацинабарит (рос. метациннабарит; англ. metacinnabarite; нім. Metazinnabaryt m, Metazinnober m) — мінерал класу сульфідів, сульфід ртуті координаційної будови.

## Загальний опис
Хімічна формула: β-HgS.
Містить 86,2 % Hg і 13,8 % S.
Високотемпературна (понад 617 К) кубічна поліморфна модифікація кіноварі з кристалічною структурою типу сфалериту.
При охолоджуванні переходить в кіновар α–HgS; присутність домішок Fe, Zn, Se підвищує стійкість метацинабариту.
У залежності від домішок виділяються різновиди: гвадалкацарит (Zn do 9,5 % при 6 % Cd), сауковіт (Cd до 12 % при 3,1 % Zn) і онофрит (Se до 8,5 %).
Кристалізується в кубічній сингонії.
Форма виділень: дрібнозернисті кірки, порошкуваті агрегати, нальоти, рідко — кристали тетраедричного габітусу.
Густина 7,7-7,8.
Твердість 3,0-3,5.
Колір чорний, сіруватий, рідше темно–коричневий, блиск металічний.
Крихкий.
Типовий мінерал поверхневих гідротермальних родов., тісно асоціює з кіновар'ю.
Знахідки: Обермошель (Рейнланд-Пфальц, ФРН), Ідрія (Словенія), копальня Редінґтон (штат Каліфорнія, США — останнє у 1870 р.).
В Україні у значних кількостях зустрічається на ртутних родов. Вишківського і Берегівського районів Закарпаття.
Нерідко відмічається як повторний мінерал в зоні окиснення ртутних родов.
Збагачується аналогічно кіноварі.
Спільно з ін. мінералами ртуті входить до складу ртутних руд.
Від мета… й нім. «Zinnober» — кіновар (G.E.Moore, 1870).

## Різновиди
Розрізняють:
- метацинабарит селенистий (різновид метацинабариту, який містить до 7 % Se);
- метацинабарит цинковистий (різновид метацинабариту, який містить до 5 % Zn).